# Ottonische Buchmalerei

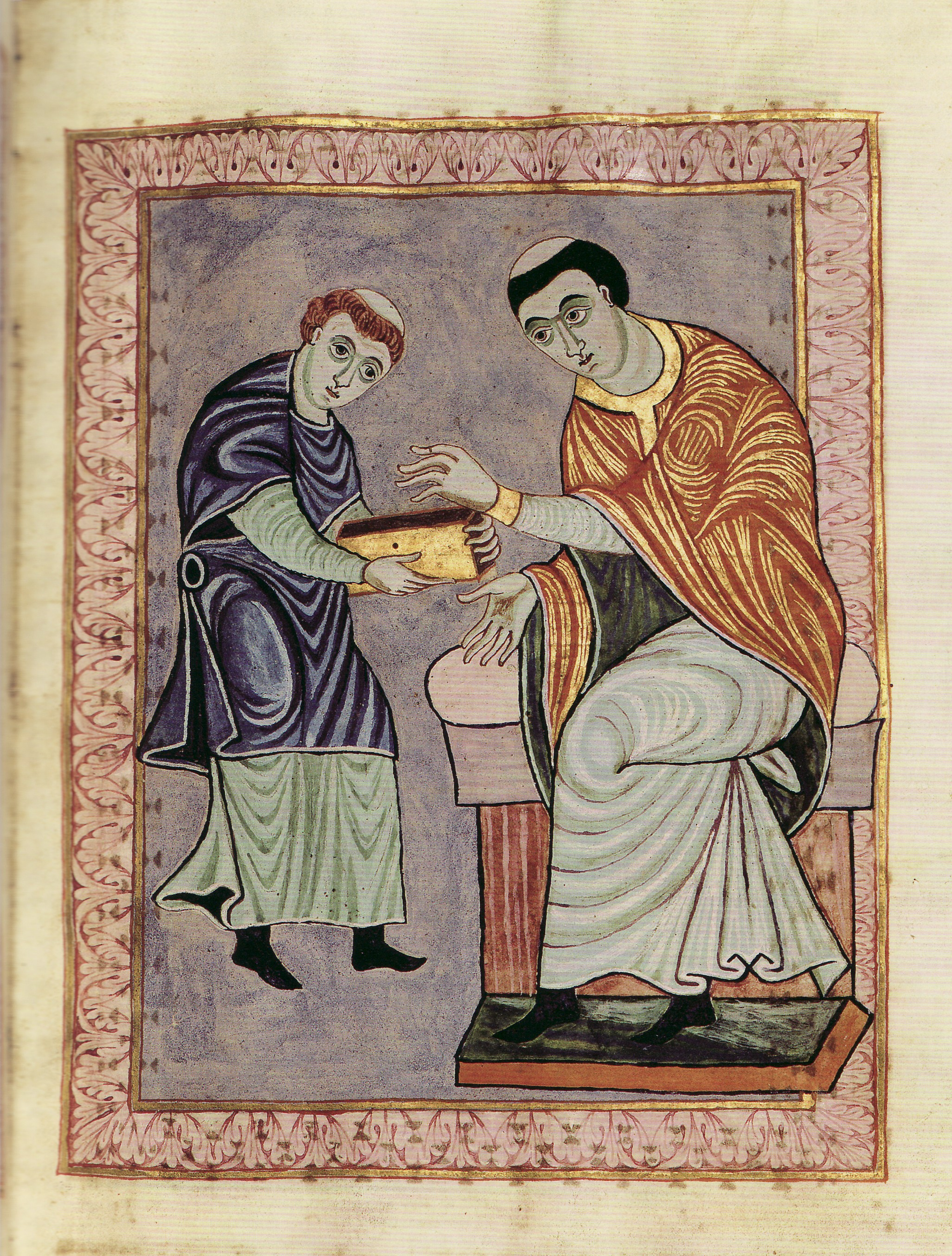
Gero-Codex (Reichenau, um 970, Dedikationsbild: Der Schreiber Anno übergibt Gero das Werk).

Die ottonische Buchmalerei ist ein Stil der Buchmalerei, der sich zur Zeit der ottonischen Kaiser im Heiligen Römischen Reich ausbildete. Da eine Epochenbezeichnung nach einer Herrscherdynastie neben der zeitlichen auch eine räumliche Eingrenzung bedeutet, spricht die Kunstwissenschaft außerhalb des Reiches von vor- oder auch frühromanischer Kunst. Die ottonische Buchmalerei folgt auf die karolingische und geht in die romanische Buchmalerei über.

## Entwicklung

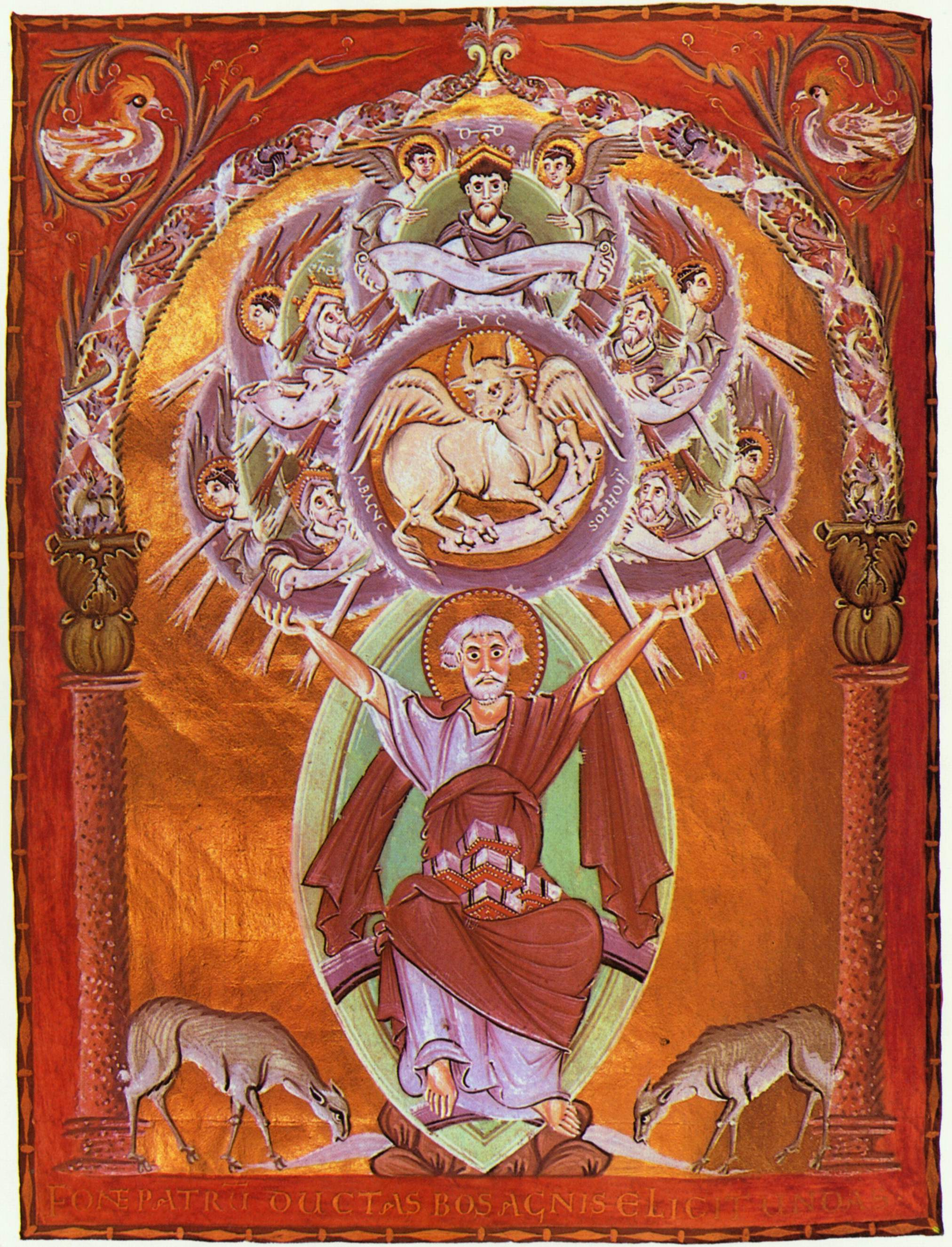
Evangeliar Ottos III. (Reichenau, um 1000, Lukas der Evangelist).

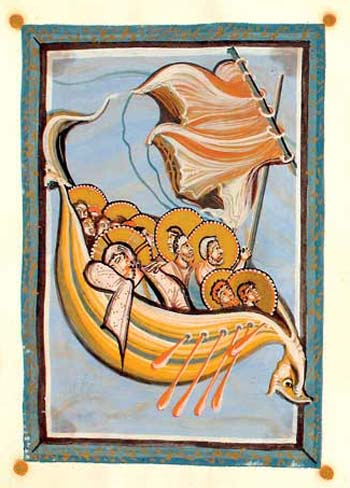
Hitda-Evangeliar (Köln, um 1020, Jesus und die Jünger beim Sturm auf dem See Genezareth).

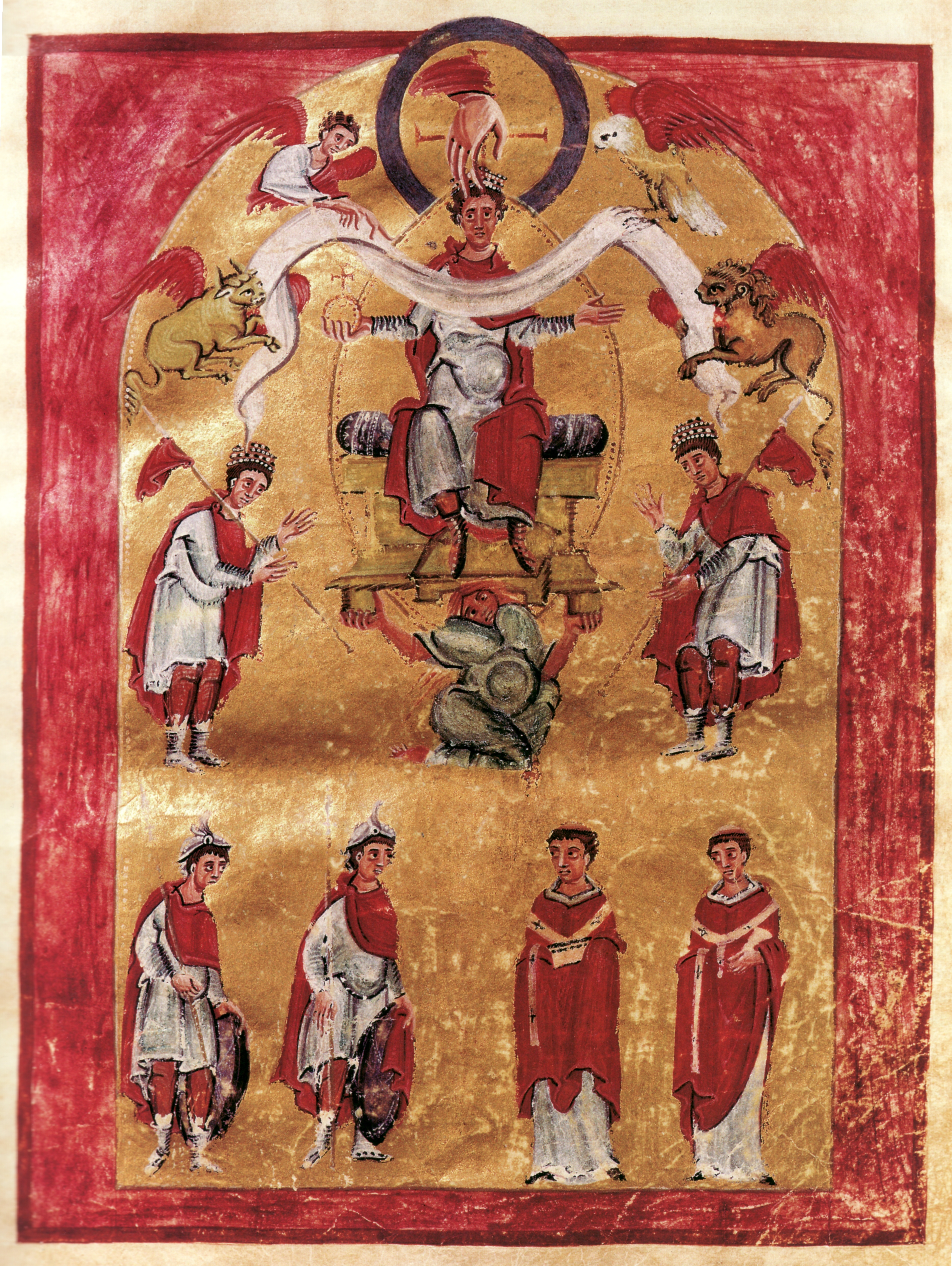
Das Aachener Liuthar-Evangeliar ist eine Besonderheit: Wohl zum ersten Mal in der Geschichte der okzidentalen Buchkunst wurden sämtliche Darstellungen mit Goldgrund versehen.

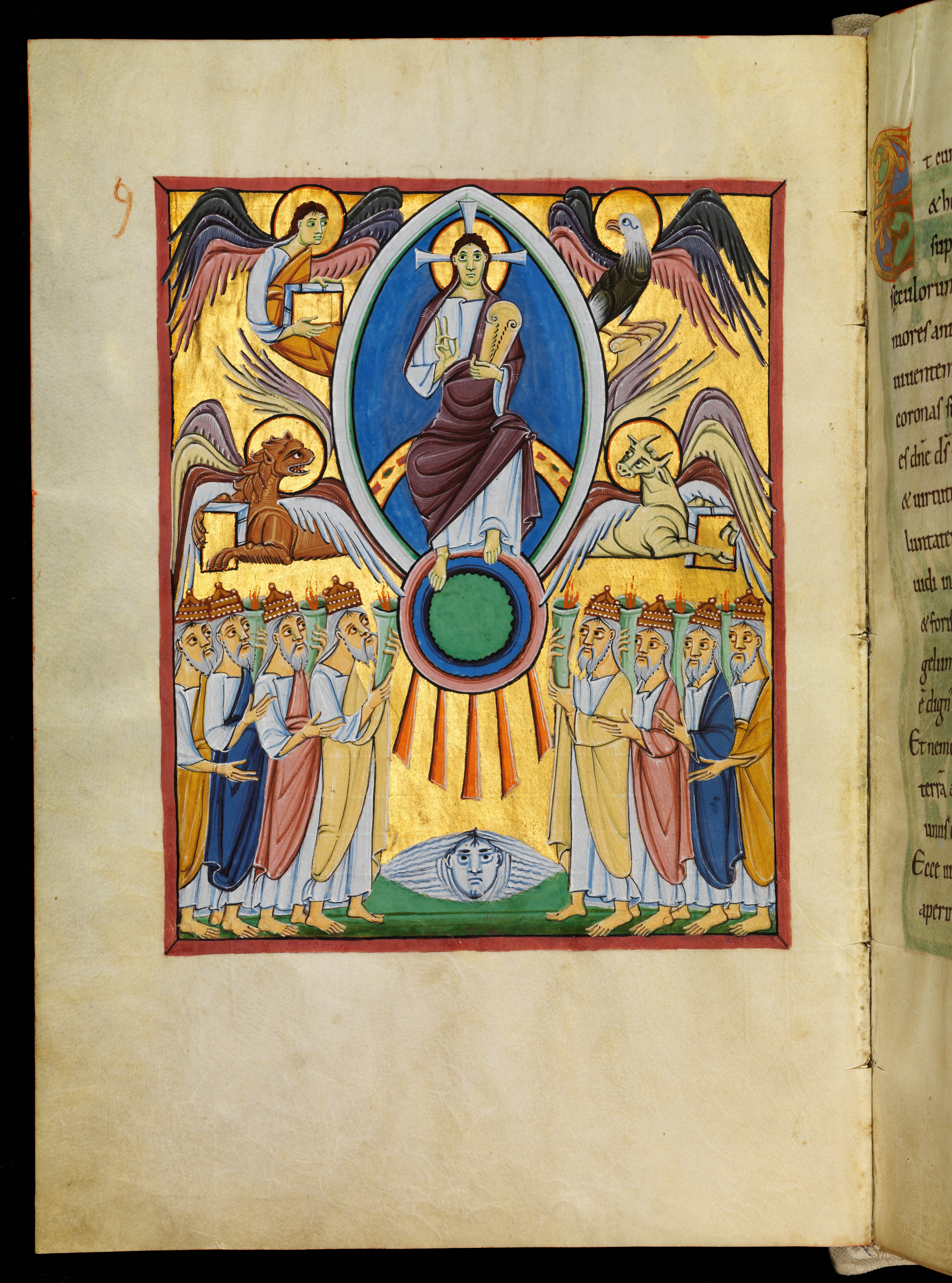
Bamberger Apokalypse (Reichenau, um 1020, Maiestas Domini).

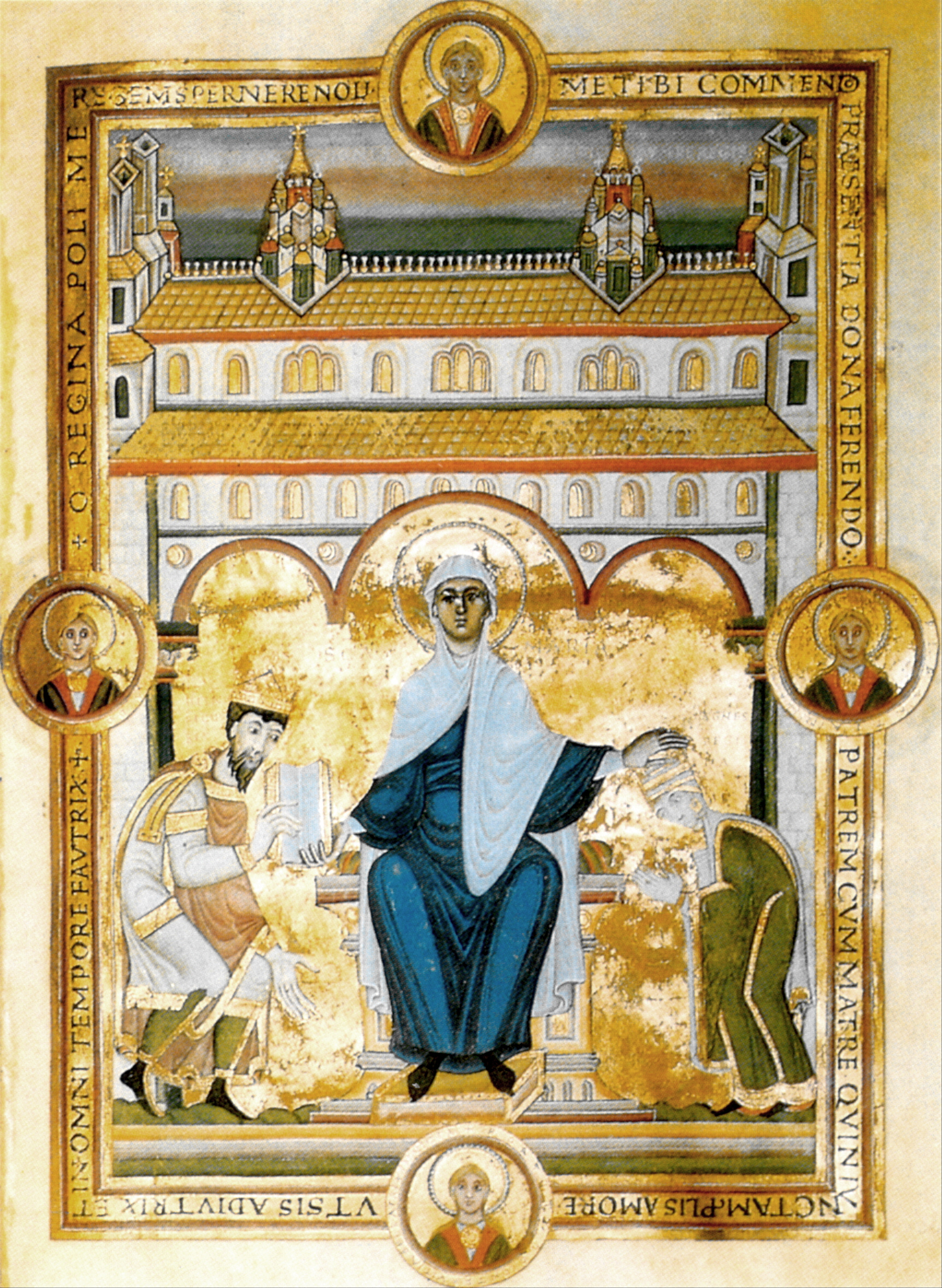
Speyerer Evangeliar (Echternach, 1043–1046, Heinrich III. und Agnes vor der thronenden Maria).

Mit dem Übergang der Königs- bzw. Kaiserwürde 919 an die Ottonen verlagerte sich auch der kulturelle Schwerpunkt des Reiches stärker in den sächsischen Raum. Mit der Ostsiedlung und der Gründung des Bistums Magdeburg wuchs besonders im Nordosten der Bedarf an prächtigen liturgischen Büchern. Stilistisch reicht die Epoche um einiges über die Regierungszeit des letzten ottonischen Kaisers, Heinrich II. bis gegen Ende des 11. Jahrhunderts hinaus. Neben den Kaisern trat besonders der hohe Klerus als Auftraggeber von Prachthandschriften auf, dessen Stellung durch das Reichskirchensystem gestärkt war.
Die frühen ottonischen Handschriften stehen noch deutlich in der karolingischen Tradition. Wie diesen liegt den ottonischen Prachthandschriften eine programmatische Bezugnahme auf die antike Tradition zugrunde, so dass diese Epoche in Anlehnung an die Karolingische Renaissance als Ottonische Renaissance bezeichnet wird. Gleichwohl wurde der antike Naturalismus und Illusionismus, der in karolingischer Zeit noch in einigen Handschriften adaptiert worden war, nun ganz einer stilisierten Formensprache geopfert. Die wichtigsten Bindeglieder zwischen karolingischer und ottonischer Buchmalerei waren St. Gallen, das Kloster Fulda sowie das Kloster Corvey an der Weser, das 815/822 als karolingische Gründung auf sächsischem Gebiet entstand und die franko-sächsische Schule fortführte. Eine Hofschule wie in karolingischer Zeit scheint es nicht mehr gegeben zu haben. Die wichtigsten Kunstzentren zur Zeit Ottos I. waren Köln, wo sich ein unverwechselbarer malerischer Stil mit byzantinischem Einfluss entwickelte, Trier, Regensburg und vor allem das Kloster Reichenau. Daneben waren Skriptorien in Mainz, Prüm, im Kloster Echternach und andernorts tätig. Im 11. Jahrhundert kamen im bairisch-österreichischen Raum Tegernsee, Niederalteich, Freising und Salzburg hinzu.
Ein wichtiger Wegbereiter der ottonischen Buchmalerei war ein anonymer Künstler, der, teilweise im Auftrag König Ottos II., in Lorsch, Reichenau, Fulda und Trier wirkte. Auf der Reichenau entstanden um 970 aus seiner Hand unter anderem der Gero-Codex und das Petershausener Sakramentar. In den letzten Jahren des 10. Jahrhunderts war er an einer Trierer Handschriftengruppe beteiligt, die nach ihrer zentralen Handschrift, dem Egbert-Psalter, benannt ist und im Auftrag des Erzbischofs Egbert von Trier entstand. Das zweite große Manuskript dieser Gruppe, der Codex Egberti (980–993) weist in der Ornamentik Parallelen zur Reichenauer Schule auf, zeigt in seinem Bilderzyklus und der Ikonographie jedoch auf antike und byzantinische Vorbilder.
In Fulda entwickelte sich eine eigene Malerschule, die den karolingischen Stil der Ada-Gruppe besonders stark konservierte. Hauptwerke waren um 970–980 der Codex Wittekindeus und das Göttinger Sakramentar. Ende des 10. Jahrhunderts trat das unter Bischof Bernward aufblühende Hildesheim als Kunstzentrum in Erscheinung. Eine Kölner Handschriftengruppe um das Hauptwerk des Hitda-Evangeliars (um 1020) steht in der Tradition der karolingischen Krönungsevangeliargruppe. Diese im frühen 11. Jahrhundert gefertigten Illustrationen zeigen darüber hinaus byzantinischen Einfluss.
Etwa von 990 bis 1020 erreichte die ottonische Buchmalerei ihren Höhepunkt mit den wahrscheinlich auf der Reichenau entstandenen Werken der Liuthar-Gruppe, zu denen das Aachener Liuthar-Evangeliar (um 990) und das Münchner Evangeliar Ottos III. (um 1000), das Perikopenbuch Heinrichs II. (1007–1012) und die Bamberger Apokalypse (um 1020) gehören. Zehn Werke der Reichenauer Schule wurden 2003 von der UNESCO in die Liste des Weltdokumentenerbes aufgenommen. Ebenso bedeutende Werke der Liuthargruppe sind das Wolfenbütteler Perikopenbuch und das Hildesheimer Orationale.
Während der gesamten ottonischen Zeit war das Evangelistenbild ein zentrales Bildmotiv, daneben ragen das der Selbstdarstellung der Auftraggeber dienende Herrscherbild – häufig in Form eines Dedikationsbildes – und die Majestas Domini hervor. Dominierende Stilelemente sind symmetrische, flächige Darstellungen mit monumentalem Charakter. Viele der ottonischen Illustrationen sind ganzseitig, teilweise in zwei Bildfelder unterteilt. Große, überlange und ausdrucksvolle Figuren mit ekstatisch-suggestiver Gebärdensprache und der Mut zu leeren, einfarbigen Flächen – meist Goldgrund – kennzeichnen den charakteristischen Stil dieser Manuskripte, die im 20. Jahrhundert den Expressionismus stark beeinflusst haben. Räumliche Tiefe fehlt den Illustrationen völlig, insgesamt ist der Formenapparat der ottonischen Malerei stark reduziert.
Die frühe salische Zeit steht noch in der Kontinuität der ottonischen Epoche. Unter Kaiser Heinrich III. steigt die Echternacher Malschule zum führenden Skriptorium auf. Im kaiserlichen Auftrag entstanden in Echternach 1039–1043 ein Perikopenbuch, zwischen 1043 und 1046 ein Speyerer Evangeliar, das für den dortigen Dom bestimmt war, und zwischen 1050 und 1056 ein weiteres Evangeliar.